# Milan II Obrenović
Milan II Obrenović (en serbio: Милан Обреновић) (Belgrado, 21 de octubre de 1819 - Belgrado, 8 de julio de 1839) fue un miembro de la familia Obrenović y príncipe de Serbia. Su reinado fue uno de los más breves de la historia, pues reinó menos de un mes.

## Familia y juventud
El príncipe Milan era el hijo mayor y heredero de Miloš I de Serbia y su mujer, Ljubica Vukomanović. Estuvo enfermo desde su más tierna infancia, aunque llegó a estudiar en la Velika škola (en serbio, Велика школа), la institución predecesora de la Universidad de Belgrado hasta que fue cerrada, y luego fue educado por tutores privados. Hablaba alemán e inglés. Cuando en 1830 el sultán aceptó que Serbia fuese un principado autónomo de la familia Obrenović, Milan se convirtió en heredero al trono serbio.

## Breve reinado
Su padre abdicó el 25 de junio de 1839 a favor de Milan. No obstante, por aquel entonces el joven ya estaba gravemente enfermo de tuberculosis, y nunca recobró el sentido. Por ese motivo, murió sin saber que había llegado a heredar el trono. Falleció el 8 de julio de 1839 tras uno de los reinados más breves de la Historia. Su hermano, Mihailo III le sucedió en el trono de Serbia.
La ciudad de Donji Milanovac recibió su nombre.
Milan fue enterrado en Palilula y posteriormente en la iglesia de San Marcos, en Belgrado.
No llegó a casarse ni tuvo descendencia.